# سباق الجائزة الكبرى للدراجات النارية موسم 2000
سباق الجائزة الكبرى للدراجات النارية موسم 2000 كان النسخة الـ 52 من بطولة العالم التي نظمها الاتحاد الدولي للدراجات النارية. تكون الموسم من 16 سباقا بدأ بجائزة جنوب أفريقيا الكبرى للدراجات النارية في 19 مارس وانتهى بجائزة أستراليا الكبرى للدراجات النارية في 25 أكتوبر. كان كيني روبرتس جونيور بطل الموسم لفئة 500 سي سي.

## النتائج
| الجولة | التاريخ   | الجائزة الكبرى                              | الحلبة                           | الفائز بفئة 125 | الفائز بفئة 250 | الفائز بفئة 500    | التقرير |
| ------ | --------- | ------------------------------------------- | -------------------------------- | --------------- | --------------- | ------------------ | ------- |
| 1      | 19 مارس   | جائزة جنوب أفريقيا الكبرى للدراجات النارية  | فاكيسا                           | أرنو فنسنت      | شينيا ناكانو    | غاري ماكوي         | التقرير |
| 2      | 2 أبريل   | جائزة ماليزيا الكبرى للدراجات النارية       | حلبة سيبانغ الدولية              | روبرتو لوكاتيلي | شينيا ناكانو    | كيني روبرتس جونيور | التقرير |
| 3      | 9 أبريل   | جائزة اليابان الكبرى للدراجات النارية       | حلبة سوزوكا                      | يويشي أوي       | دايجيرو كاتو    | نوريفومي أبي       | التقرير |
| 4      | 30 أبريل  | جائزة إسبانيا الكبرى للدراجات النارية       | حلبة خيريز                       | إميليو ألزامورا | رالف والدمان    | كيني روبرتس جونيور | التقرير |
| 5      | 14 مايو   | جائزة فرنسا الكبرى للدراجات النارية         | حلبة دي لا سارث                  | يويشي أوي       | توهرو أوكاوا    | أليكس كريفيل       | التقرير |
| 6      | 28 مايو   | جائزة إيطاليا الكبرى للدراجات النارية       | حلبة موجيلو                      | روبرتو لوكاتيلي | شينيا ناكانو    | لوريس كابيروسي     | التقرير |
| 7      | 11 يونيو  | جائزة كتالونيا الكبرى للدراجات النارية      | حلبة دي كاتلونيا                 | سيموني سانا     | أوليفييه جاك    | كيني روبرتس جونيور | التقرير |
| 8      | 24 يونيو  | كأس هولندا السياحية                         | حلبة أسن تي تي                   | يويشي أوي       | توهرو أوكاوا    | أليكس باروس        | التقرير |
| 9      | 9 يوليو   | جائزة بريطانيا الكبرى للدراجات النارية      | دونينجتون بارك                   | يويشي أوي       | رالف والدمان    | فالنتينو روسي      | التقرير |
| 10     | 23 يوليو  | جائزة ألمانيا الكبرى للدراجات النارية       | ساتشسينرينج                      | يويشي أوي       | أوليفييه جاك    | أليكس باروس        | التقرير |
| 11     | 20 أغسطس  | جائزة التشيك الكبرى للدراجات النارية        | حلبة برنو                        | روبرتو لوكاتيلي | شينيا ناكانو    | ماكس بياجي         | التقرير |
| 12     | 3 سبتمبر  | جائزة البرتغال الكبرى للدراجات النارية      | حلبة إستوريل                     | إميليو ألزامورا | دايجيرو كاتو    | غاري ماكوي         | التقرير |
| 13     | 17 سبتمبر | جائزة بلنسية الكبرى للدراجات النارية        | حلبة ريكاردو تورمو               | روبرتو لوكاتيلي | شينيا ناكانو    | غاري ماكوي         | التقرير |
| 14     | 7 أكتوبر  | جائزة ريو دي جانيرو الكبرى للدراجات النارية | حلبة نيلسون بيكيه الدولية        | سيموني سانا     | دايجيرو كاتو    | فالنتينو روسي      | التقرير |
| 15     | 15 أكتوبر | جائزة المحيط الهادئ الكبرى                  | حلبة موتيجي                      | روبرتو لوكاتيلي | دايجيرو كاتو    | كيني روبرتس جونيور | التقرير |
| 16     | 29 أكتوبر | جائزة أستراليا الكبرى للدراجات النارية      | حلبة الجائزة الكبرى بجزيرة فيليب | ماساو أزوما     | أوليفييه جاك    | ماكس بياجي         | التقرير |